# Ziębice (gemeente)
De gemeente Ziębice is een stad- en landgemeente in het Poolse woiwodschap Neder-Silezië, in powiat Ząbkowicki.
De zetel van de gemeente is in Ziębice.
Op 30 juni 2004 telde de gemeente 18 444 inwoners.

## Sołectwo
Biernacice, Bożnowice, Brukalice, Czerńczyce, Dębowiec, Głęboka, Henryków, Jasienica, Kalinowice Dolne, Kalinowice Górne, Krzelków, Lipa, Lubnów, Niedźwiednik, Niedźwiedź, Nowina, Nowy Dwór, Osina Mała, Osina Wielka, Pomianów Dolny, Raczyce, Rososznica, Skalice, Służejów, Starczówek, Wadochowice, Wigancice, Witostowice en stad Ziębice.
Zonder de status sołectwo : Zakrzów.

## Oppervlakte gegevens
In 2002 bedroeg de totale oppervlakte van gemeente Ziębice 222,24 km², waarvan:
- agrarisch gebied: 78%
- bossen: 12%

De gemeente beslaat 27,72% van de totale oppervlakte van de powiat.

## Demografie
Stand op 30 juni 2004:
| Omschrijving                   | Totaal | Totaal | Vrouwen | Vrouwen | Mannen | Mannen |
| ------------------------------ | ------ | ------ | ------- | ------- | ------ | ------ |
| eenheid                        | aantal | %      | aantal  | %       | aantal | %      |
| inwoners                       | 18 444 | 100    | 9425    | 51,1    | 9019   | 48,9   |
| bevolkingsdichtheid (inw./km²) | 83     | 83     | 42,4    | 42,4    | 40,6   | 40,6   |

In 2002 bedroeg het gemiddelde inkomen per inwoner 1140,81 zł.

## Aangrenzende gemeenten
Ciepłowody, Kamieniec Ząbkowicki, Kamiennik, Otmuchów, Paczków, Przeworno, Strzelin, Ząbkowice Śląskie